# Mount Pelagic
Der Mount Pelagic ist ein rund 1750 m hoher und pyramidenförmiger Berg auf Südgeorgien im Südatlantik. Er ragt nordwestlich des Mount Baume an der Südflanke des Spenceley-Gletschers auf.
Der South Georgia Survey nahm zwischen 1951 und 1957 Vermessungen vor. Das UK Antarctic Place-Names Committee benannte ihn 2006 nach der Yacht Pelagic, die ab 1988 für Gebirgsexpeditionen und die Erstellung von Dokumentarfilmen über Südgeorgien im Einsatz war.